# José Miguel Carvajal
José Miguel Carvajal Gallardo (Huara, 1 de noviembre de 1984) es un ingeniero comercial y político chileno, exmilitante del partido Comunes y del Partido por la Democracia (PPD). Desde el 14 de julio de 2021 se desempeña como Gobernador Regional de Tarapacá.
Ejerció como Consejero Regional por la provincia del Tamarugal entre 2014 y 2020, cuando renunció para participar en las elecciones de gobernadores regionales de 2021, en las que resultó electo como el primer gobernador regional de la Región de Tarapacá.

## Estudios
Nació en la comuna de Huara de la Región de Tarapacá. Ahí estudió toda su educación básica y media, en donde fue presidente del centro de alumnos. Posteriormente, migró a la comuna de Iquique, para estudiar en la Universidad del Mar, en donde se graduó como ingeniero comercial. 
Entre 2016 y 2019, entró a estudiar un Magíster en Innovación y Emprendimiento en la Pontificia Universidad Católica de Chile. También, en 2019 estudió un diplomado en Políticas y gestión pública en la Universidad Alberto Hurtado y otro en Liderazgo regional para la descentralización en la Universidad del Desarrollo.

## Carrera política
Participó en las elecciones de consejeros regionales de 2013 como independiente en un cupo del PPD, siendo electo con un 9,87% de los votos. Poco después se integró como militante al Partido por la Democracia. Fue reelecto en las elecciones de 2017, en donde se impuso como primera mayoría, obteniendo un 22,36%. 
El 12 de noviembre de 2018, Carvajal presentó su renuncia ante el Servicio Electoral al Partido por la Democracia (PPD), aludiendo a que su agenda regionalista como consejero no era compatible con el trabajo de este partido. Permaneció como independiente hasta el año 2019, cuando ingresó al partido Comunes, partido que lo nombró como su candidato a las primarias de gobernadores del 2020, renunciando a su cargo como Consejero Regional, siendo reemplazado por la militante radical Francisca Salazar. Tras ganar la primaria, fue electo en el balotaje como el primer Gobernador Regional de Tarapacá. 
Asumió el cargo el 14 de julio de 2021, cargo donde ha tenido un rol importante en afrontar la crisis migratoria en el norte de Chile, que ha afectado fuertemente a comunas como Colchane e Iquique.En octubre de 2022 renuncia a su militancia en el partido Comunes, transformándose en independiente, pero siguió ligado a la coalición de izquierda Frente Amplio, sin embargo en 2024 fue reelecto gobernador en cupo del PPD.

## Historial electoral

### Elecciones de consejeros regionales de 2013
- Elecciones de consejeros regionales de 2013, para consejero regional por la circunscripción provincial del Tamarugal (Camiña, Colchane, Huara, Pica y Pozo Almonte)[9]

(Se consideran sólo candidatos sobre el 2% de los votos y candidatos electos)

### Elecciones de consejeros regionales de 2017
- Elecciones de consejeros regionales de 2017, para consejero regional por la circunscripción provincial del Tamarugal (Camiña, Colchane, Huara, Pica y Pozo Almonte)[9]

(Se consideran sólo candidatos sobre el 2% de los votos y candidatos electos)

### Primarias de gobernadores regionales de 2020
- Primarias de Gobernadores Regionales del Frente Amplio de 2020, para la Región de Tarapacá.

### Elección de gobernadores regionales de 2021
- Elecciones de Gobernadores Regionales 2021, para gobernador por la Región de Tarapacá (Primera vuelta).

- Elecciones de Gobernadores Regionales de 2021 para la gobernación de la Región de Tarapacá (Segunda vuelta)